# Mary Stavin
Mary Stavin, ursprungligen Mary Ann-Catrin Stävin, född 20 augusti 1957 i Örebro, är en svensk skådespelare och skönhetsdrottning, vinnare av Miss World 1977.
Hon är gift med en brittisk affärsman och bosatt i Los Angeles.

## Filmografi (urval)
- 1983 – Octopussy
- 1985 – Levande måltavla
- 1986 – Titta vi spökar
- 1988 – Strike Commando 2